# Roderick Long
Roderick T. Long (n. 4 de febrero de 1964) es un profesor, editor y comentarista político libertario estadounidense.

## Biografía
Es profesor de filosofía en la Universidad de Auburn (Alabama) y un comentarista político anarquista de mercado. Recibió el B.A. en filosofía de la Universidad de Harvard y su Ph.D. en la Universidad de Cornell. Es también asesor de la facultad de la Universidad de Auburn. Trabajó durante la década de 1990 como profesor asistente de filosofía en la Universidad de Carolina del Norte en Chapel Hill.
Long trabajó como editor principal para la revista Journal of Libertarian Studies (sucediendo a Hans-Hermann Hoppe). Long es académico superior del Ludwig von Mises Institute de Escuela austríaca, que también se encuentra en Auburn.  Fue miembro del blog colectivo Liberty and Power y es uno de los editores de la revista académica Journal of Ayn Rand Studies. Ejerció como presidente del Molinari Institute y fellow del Center for a Stateless Society.
Las áreas de su actividad académica incluyen la filosofía griega, psicología moral, la ética, la filosofía de las ciencias sociales y la filosofía política. Varios de sus trabajos investigativos se encuentran en bases de datos académicas y repositorios institucionales como PhilPapers.

### Filosofía
De acuerdo a Long, él se especializa en "la filosofía griega; psicología moral; ética; filosofía de ciencia social; y filosofía política (con un énfasis en la teoría anarquista/libertaria)". Long apoya lo que él llama "anarquía libertaria," pero evita describir esto como "capitalismo", un término que considera una amalgama de distintos significados incompatibles entre ellos.

Según sus propias palabras, el defiende:  
"construir solidaridad de los trabajadores. En una mano, esto significa organización formal, incluyendo sindicación—pero no estoy hablando sobre el modelo prevaleciente de 'sindicatos empresariales'. ... sino sindicatos reales, los del viejo estilo, comprometidos con la clase trabajadora y no solo con los miembros del sindicato, e interesados en la autonomía de los trabajadores, no patrocinados por el gobierno".
Long se identifica como un activista de paz y señala que un "activista de paz consistente debe ser un anarquista". Él describe el anarquismo de mercado como "una alternativa consensual y pacífica" a la sociedad con un Estado. Long se ha identificado como un libertario bleeding-heart y ha contribuido al blog Bleeding Heart Libertarians.

### Libertarismo y feminismo
Long sostiene la compatibilidad filosófica del libertarismo y el feminismo, considerando que el feminismo ya ha desarrollado posiciones contra el poder estatal que podrían ser aún más radicalizadas y que han puesto en práctica políticas que prescinden del Estado y que pueden ser expandidas. De igual forma, Long explica que los feministas no libertarios pueden verse tentados a utilizar al Estado como una herramienta si se considera que siempre ha sido utilizado en la lucha entre clases o géneros y es un mito que este sea neutral. Sin embargo, el profesor Long afirma que tanto el libertarianismo como el feminismo son tradiciones radicales con muchas cosas en común y cosas que se pueden ofrecer entre ellas sin que deban renunciar a su identidad, considerando que "la crítica libertaria al poder estatal y la crítica feminista al patriarcado son complementarias".

### Críticas y debate
En sus textos Long ha criticado a las grandes corporaciones por recibir privilegios y beneficios del Estado, sin profundizar de la misma manera en los beneficios que reciben las pequeñas empresas, o incluso los mismos trabajadores poco calificados que se benefician de restricciones migratorias que impiden el ingreso de otros trabajadores poco calificados del extranjero, lo que le ha generado algunas críticas y debates académicos.

## Libros publicados
- 2019: Molinari Review Volume 1, No. 2 (Autumn 2019). ISBN 9781947236004.
- 2019: Fighting Fascism: Anti-fascism, Free Speech and Political Violence. ISBN 978-1730830969.
- 2019: The Anatomy of Escape: A Defense of the Commons. ISBN 9781726634106.
- 2018: Social Class and State Power: Exploring an Alternative Radical Tradition 1st ed. 2018 Edición. ISBN 978-3319648934.
- 2016: Rituals of Freedom: Libertarian Themes in Early Confucianism. ISBN 9780692732229.
- 2010: I Chose Liberty: Autobiographies of Contemporary Libertarians. ISBN 9781610160025.
- 2008: Wittgenstein, Austrian Economics, and the Logic of Action: Praxeological Investigations. Routledge, August 2008. ISBN 978-0415329484.
- 2008: Anarchism/Minarchism: Is a Government Part of a Free Country?. Ed., con Tibor Machan. Ashgate, February 2008. ISBN 978-0754660668.
- 2000: Reason and Value: Aristotle versus Rand. Objectivist Center, 2000. ISBN 978-1577240457.